# Henri Samuel van Wickevoort Crommelin
Mr. Henri Samuel van Wickevoort Crommelin (Amsterdam, 30 september 1804 - huis Woestduin, Vogelenzang, 26 februari 1874) was een Nederlands burgemeester.

## Biografie
Crommelin was een lid van de familie Crommelin en een zoon van mr. Jan Pieter van Wickevoort Crommelin, vanaf 1809 heer van Berkenrode en Oud-Amelisweerd (1763-1837), onder andere Tweede Kamer-voorzitter, en Catharina van Lennep (1766-1847). Hij trouwde in 1830 met 1830 jkvr. Elisabeth Cornelia Amalia Barnaart (1809-1890), lid van de familie Barnaart en dochter van jhr. Willem Philip Barnaart, heer van Bergen, Zandvoort en Vogelenzang (1781-1851); uit dit huwelijk werden zeven kinderen geboren en hij was de schoonvader van minister jhr. Jacob Alexander Röell (1838-1924).
In 1829 promoveerde Crommelin aan de Universiteit Leiden in de rechten waarna hij in 1833 ontvanger van Schoten werd. In 1835 volgde hij zijn broer mr. Jan Pieter Adolf van Wickevoort Crommelin op als burgemeester van Berkenrode, de gemeente waarvan zijn vader de heerlijke rechten bezat. Hij bleef daar burgemeester tot 1850. In 1874 overleed hij op huis Woestduin in Vogelenzang.
- International Standard Name Identifier: 0000 0003 9444 3226
- Nederlandse Thesaurus van Auteursnamen: 073486531
- Virtual International Authority File: 288978567
- WorldCat: E39PBJkT94rBqgpWFg73DFJhpP